# 美原

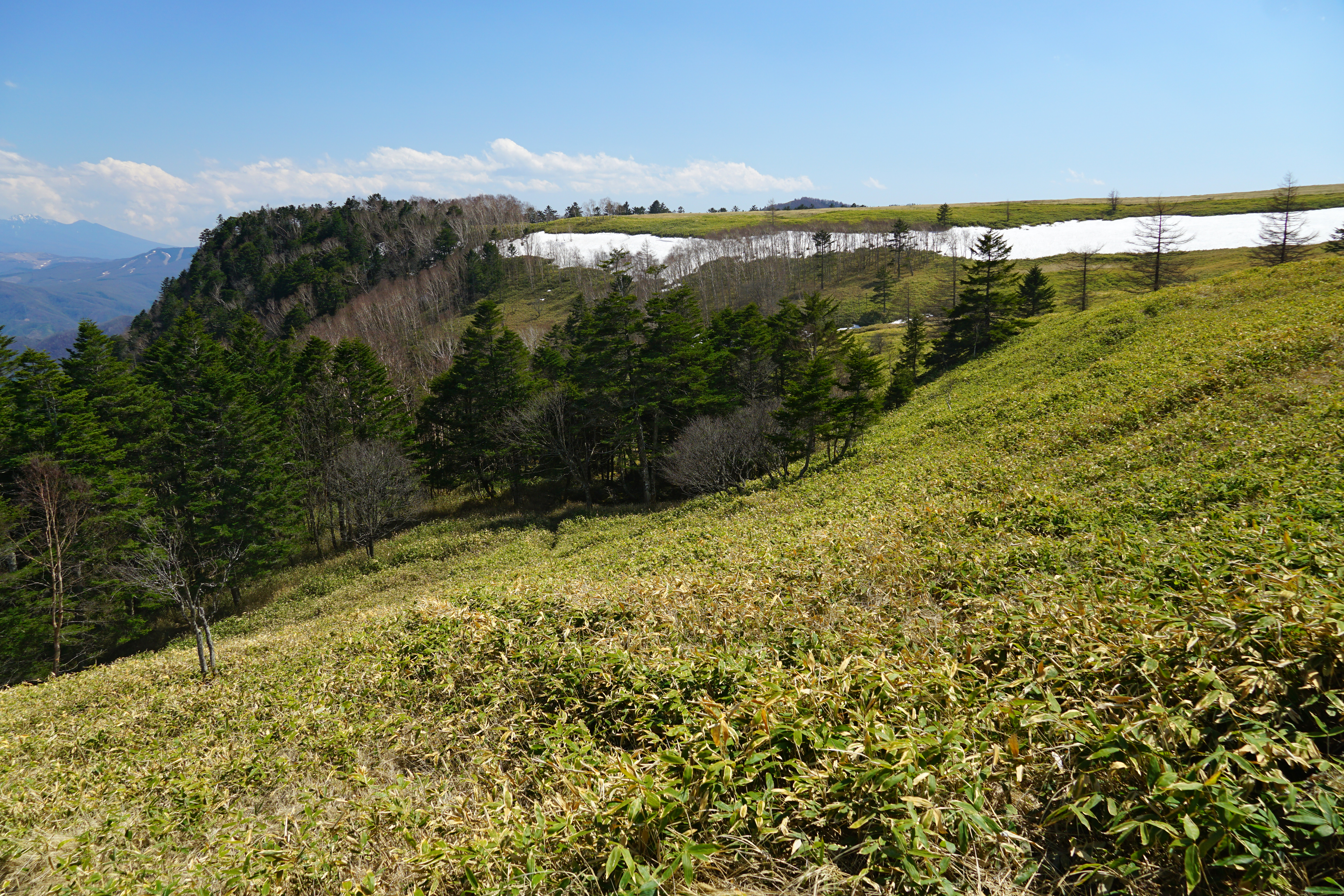
美原

美之原（日语：美ヶ原）是一個位於日本八岳中信高原國定公園西北部，橫跨長野縣松本市、上田市、小縣郡長和町的高原，是日本百名山之一。美之原地處長野縣中央，是一座第四紀時期的火山。美之原也是一個電視台信號發射站集中的地區，是廣播通信的要衝。

## 外部連結
- 国土地理院 地図閲覧システム 2万5千分1地形図名：山辺 （页面存档备份，存于）
- 信州松本美ヶ原高原総合情報ホームページ （页面存档备份，存于）
- 美ヶ原高原観光協議会 （页面存档备份，存于）
- 美ヶ原観光連盟 （页面存档备份，存于）
- 美ヶ原観光組合
- 美ヶ原自然保護センター
- ビーナスライン沿線の保護と利用のあり方研究会(長野県庁)